# The Legal Wife
The Legal Wife var en filippinsk drama-TV-serie som sändes på det filippinska TV-nätverket ABS-CBN från den 27 januari 2014 till den 13 juni 2014.  

## Handling
Berättelsen kretsar kring Monica Santiago (Angel Locsin). På grund av upplevelser i det förflutna med sin mor Eloisa (Rio Locsin), är Monicas liv i en helt ny miljö med fadern Javier (Christopher de Leon) och hennes två bröder, Javi (Joem Bascon) och Jasper (Ahron Villena), en besvärlig prövning. Genom en serie omständigheter träffar hon och blir kär i Adrian de Villa (Jericho Rosales), mannen som lär henne att älska igen men som också krossar hennes hjärta.

## Rollista
- Angel Locsin - Monica Santiago-de Villa
- Jericho Rosales - Adrian de Villa
- Maja Salvador - Nicole Esquivel
- JC de Vera - Max Gonzales
- Christopher de Leon - Javier Santiago, Sr
- Rio Locsin - Eloisa Santiago
- Mark Gil - Dante Ramos
- Joem Bascon - Javier 'Javi' Santiago, Jr.
- Maria Isabel Lopez - Sandra de Villa
- Ahron Villena - Jasper Santiago
- Janus del Prado - Bradley
- Matet de Leon - Rowena